# Memphis praxias
Espèce
Memphis praxias est une espèce d'insectes lépidoptères (papillons) de la famille des Nymphalidae, de la sous-famille des Charaxinae et du genre Memphis.

## Dénomination
Memphis praxias a été décrit par Carl Heinrich Hopffer en 1874 sous le nom initial de Paphia praxias.
Synonyme : Anaea praxias.

### Sous-espèces
- Memphis praxias praxias
- Memphis praxias oblita (Hall, 1929)

## Description
Memphis praxias est un papillon aux ailes antérieures à bord costal bossu, apex pointu, bord externe concave.
Le dessus est bleu marine presque noir avec une partie basale bleu métallisé.
Le revers est marron marbré de gris et simule une feuille morte.

## Écologie et distribution
Memphis praxias est présent au Pérou et en Équateur.

### Protection
Pas de statut de protection particulier.